# 도내동 은지 및 이축 선생 묘
도내동 은지 및 이축 선생 묘는 경기도 고양시 덕양구에 있다. 1999년 2월 1일 고양시의 향토문화재 제36호로 지정되었다.

## 개요
조선조 전기의 인물인 망월암 이축의 묘소와 그가 만든 은지연못이다. 묘소 앞에 묘비가 독특하며 유명한 연못이다.